# Amtsgericht Esslingen am Neckar

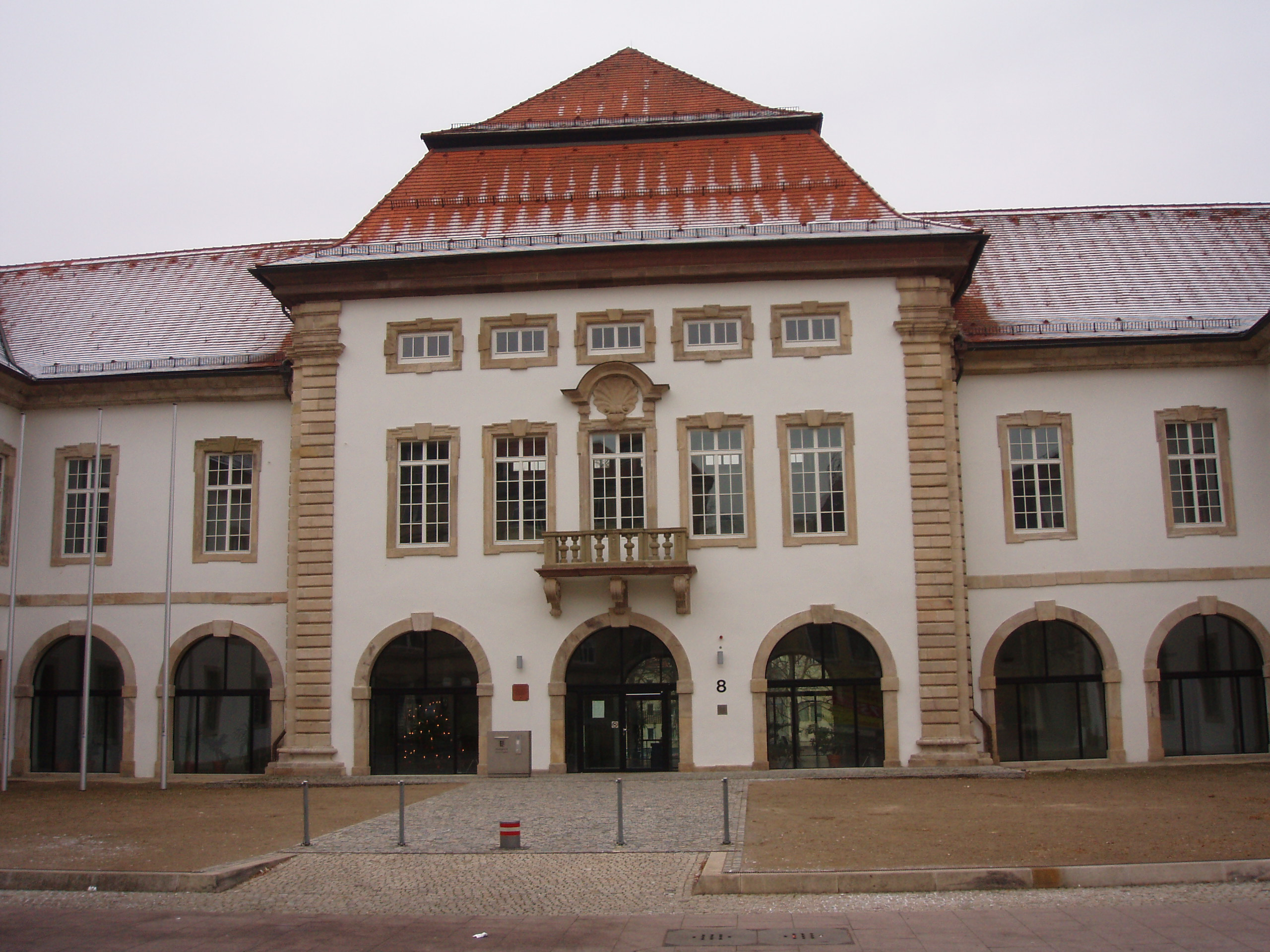
Gerichtsgebäude Ritterstraße 8–10

Das Amtsgericht Esslingen  ist ein Gericht der ordentlichen Gerichtsbarkeit. Es ist eines von elf Amtsgerichten im Bezirk des Landgerichts Stuttgart. Gerichtssitz ist Esslingen am Neckar.

## Zuständigkeit, Gerichtsbezirk
Das Amtsgericht in Esslingen ist erstinstanzliches Gericht in Zivil-, Familien- und Strafsachen. Beim Amtsgericht wird außerdem das Vereins- und Güterrechtsregister geführt. Als Vollstreckungsgericht ist es zuständig für alle Vollstreckungssachen, bei denen der Schuldner seinen Wohnsitz im Gerichtsbezirk hat. Das gericht verfügt über eine Nachlass- und Betreuungsabteilung.
Der Gerichtsbezirk des Amtsgerichts Esslingen umfasst neben der Stadt Esslingen am Neckar auch die Städte Ostfildern, Plochingen und Wernau sowie die Gemeinden Aichwald, Altbach, Baltmannsweiler, Deizisau, Denkendorf, Hochdorf, Lichtenwald, Neuhausen a.d.F. und Reichenbach. Insgesamt ist das Amtsgericht Esslingen damit für eine Bevölkerungszahl von rund 216.000 Personen zuständig.
In Insolvenz- und Zwangsversteigerungsangelegenheiten ist das Amtsgericht Esslingen zusätzlich auch noch für die Amtsgerichtsbezirke Kirchheim und Nürtingen zuständig. Die für Insolvenzen, das Vereins- und Güterrechtsregister und für Zwangsversteigerungen zuständige Außenstelle ist in der Strohstraße 8 in Esslingen.

## Gebäude
Das Hauptgebäude, erbaut 1705 bis 1715 als  Reichsstädtisches Rathaus, befindet sich in der Ritterstraße 8–10. Es ersetzte das Alte Rathaus, das 1701 beim Stadtbrand vollständig zerstört worden war.

## Übergeordnete Gerichte
Dem Amtsgericht Esslingen ist das Landgericht Stuttgart übergeordnet. Zuständiges Oberlandesgericht ist das Oberlandesgericht Stuttgart.